# Lista de prefeitos de Apodi
Esta é a lista de prefeitos de Apodi, município brasileiro do Estado do Rio Grande do Norte.

## Período monárquico
| Nº | Intendente                              | Imagem | Partido | Início de mandato       | Fim de mandato          | Observações            |
| -- | --------------------------------------- | ------ | ------- | ----------------------- | ----------------------- | ---------------------- |
| 1  | João Nogueira da Silveira               |        | PL      | 9 de outubro de 1833    | 31 de dezembro de 1836  | Primeiro administrador |
| 2  | Elias Antônio Cavalcante de Albuquerque |        | PC      | 1 de janeiro de 1837    | 31 de dezembro de 1840  | Intendente eleito      |
| 3  | Vicente Ferreira Pinto                  |        | PL      | 1 de janeiro de 1841    | 31 de dezembro de 1844  | Intendente eleito      |
| 4  | Manoel Ferreira da Silveira             |        | PL      | 1 de janeiro de 1845    | 31 de dezembro de 1846  | Intendente eleito      |
| 5  | Vicente Ferreira Pinto                  |        | PL      | 1 de janeiro de 1847    | 31 de dezembro de 1852  | Intendente eleito      |
| 6  | Luiz do Rêgo Leite                      |        | PC      | 1 de janeiro de 1853    | 31 de dezembro de 1856  | Intendente eleito      |
| 7  | Vicente Ferreira Pinto                  |        | PL      | 1 de janeiro de 1857    | 31 de dezembro de 1863  | Intendente eleito      |
| 8  | Joaquim Sulpino Paes Botão              |        | PC      | 1 de janeiro de 1864    | 31 de dezembro de 1865  | Intendente eleito      |
| 9  | Luiz Marinho de Oliveira Costa          |        | PC      | 1 de janeiro de 1866    | 31 de dezembro de 1868  | Intendente eleito      |
| 10 | Joaquim Correia de Oliveira Lima        |        | PL      | 1 de janeiro de 1869    | 22 de fevereiro de 1870 | Intendente eleito      |
| 11 | Joaquim José Carlos de Noronha          |        | PC      | 23 de fevereiro de 1870 | 31 de dezembro de 1872  | Intendente eleito      |
| 12 | Luiz de França Rodrigues                |        | PC      | 1 de janeiro de 1873    | 8 de fevereiro de 1886  | Intendente eleito      |
| 13 | Sebastião Celino de Oliveira Pinto      |        | PL      | 9 de fevereiro de 1886  | 7 de julho de 1889      | Intendente eleito      |
| 14 | Antônio Gomes Pinto                     |        | PL      | 8 de julho de 1889      | 16 de agosto de 1889    | Intendente eleito      |
| 15 | Antônio Carlos Fernandes Pimenta        |        | PC      | 17 de agosto de 1889    | 31 de fezembro de 1889  | Intendente eleito      |

## Período republicano

### Intendentes
| Nº | Intendente                         | Imagem                                                     | Partido                                                    | Início de mandato      | Fim de mandato         | Observações                                              |
| -- | ---------------------------------- | ---------------------------------------------------------- | ---------------------------------------------------------- | ---------------------- | ---------------------- | -------------------------------------------------------- |
| 16 | José Sulpino Paes Botão            |                                                            | PL                                                         | 1 de janeiro de 1890   | 7 de fevereiro de 1890 | Presidente da Intendência Municipal eleito indiretamente |
| 17 | Luiz Soares da Silveira            |                                                            | PL                                                         | 8 de fevereiro de 1890 | 2 de março de 1890     | Presidente da Intendência Municipal eleito indiretamente |
| 18 | José Praxedes Benevides Pimenta    |                                                            | PRD                                                        | 3 de março de 1890     | 19 de junho de 1890    | Presidente da Intendência Municipal eleito indiretamente |
| 19 | José Gurgel do Amaral de Oliveira  |                                                            | PRD                                                        | 20 de junho de 1890    | 4 de outubro de 1890   | Presidente da Intendência Municipal eleito indiretamente |
| 20 | José Sulpino Paes Botão            |                                                            | PL                                                         | 5 de Outubro de 1890   | 31 de dezembro de 1891 | Presidente da Intendência Municipal eleito indiretamente |
| 21 | Octaviano Gomes Pinto              |                                                            | PRD                                                        | 1 de janeiro de 1892   | 31 de dezembro de 1895 | Presidente da Intendência Municipal eleito indiretamente |
| 22 | Antônio Ferreira Pinto             |                                                            | PRD                                                        | 1 de janeiro de 1896   | 31 de dezembro de 1897 | Presidente da Intendência Municipal eleito indiretamente |
| 23 | José Gurgel do Amaral de Oliveira  |                                                            | PRD                                                        | 1 de janeiro de 1898   | 31 de dezembro de 1903 | Presidente da Intendência Municipal eleito indiretamente |
| 23 | José Gurgel do Amaral de Oliveira  | PRF                                                        | Presidente da Intendência Municipal reeleito indiretamente | 1 de janeiro de 1898   | 31 de dezembro de 1903 |                                                          |
| 24 | Francisco Diógenes Paes Botão      |                                                            | PRF                                                        | 1 de janeiro de 1904   | 31 de dezembro de 1906 | Presidente da Intendência Municipal eleito indiretamente |
| 25 | Antônio Laurênio de Freitas Dantas |                                                            | PRF                                                        | 1 de janeiro de 1907   | 31 de dezembro de 1910 | Presidente da Intendência Municipal eleito indiretamente |
| 26 | Francisco Diógenes Paes Botão      |                                                            | PRF                                                        | 1 de janeiro de 1911   | 25 de Agosto de 1914   | Presidente da Intendência Municipal eleito indiretamente |
| 27 | Elisio Ferreira Pinto              |                                                            | PDP                                                        | 25 de Agosto de 1914   | 31 de dezembro de 1921 | Vice-presidente da Intendência Municipal no cargo        |
| 28 | João Jázimo de Oliveira Pinto      |                                                            | PRF                                                        | 1 de janeiro de 1922   | 31 de dezembro de 1922 | Presidente da Intendência Municipal eleito indiretamente |
| 29 | Francisco Ferreira Pinto           |                                                            | PDP                                                        | 1 de janeiro de 1923   | 8 de outubro de 1930   | Presidente da Intendência Municipal eleito indiretamente |
| 29 | Francisco Ferreira Pinto           | Presidente da Intendência Municipal reeleito indiretamente | PDP                                                        | 1 de janeiro de 1923   | 8 de outubro de 1930   |                                                          |
| 29 | Francisco Ferreira Pinto           | Prefeito eleito                                            | PDP                                                        | 1 de janeiro de 1923   | 8 de outubro de 1930   |                                                          |

### Interventores
| Nº | Interventor                      | Imagem                | Partido | Início de mandato      | Fim de mandato         | Observações         |
| -- | -------------------------------- | --------------------- | ------- | ---------------------- | ---------------------- | ------------------- |
| 1  | Cosme Corsino Lemos              |                       | PRP     | 9 de outubro de 1930   | 29 de outubro de 1930  | Interventor nomeado |
| 2  | Tilon Gurgel do Amaral           |                       | PRP     | 30 de outubro de 1930  | 5 de maio de 1931      | Interventor nomeado |
| 3  | Solon Andrade de Araújo          |                       | PRP     | 6 de maio de 1931      | 25 de setembro de 1932 | Interventor nomeado |
| 4  | Sebastião Sizenando Sena e Silva |                       | PP      | 26 de setembro de 1932 | 9 de janeiro de 1933   | Interventor nomeado |
| 5  | Benedito Dantas Saldanha         |                       | PP      | 10 de janeiro de 1933  | 23 de julho de 1933    | Interventor nomeado |
| 6  | Luis Ferreira Leite              |                       | PSN     | 24 de julho de 1933    | 16 de julho de 1934    | Interventor nomeado |
| 7  | Abílio Campos                    |                       | PRD     | 17 de julho de 1934    | 11 de novembro de 1935 | Interventor nomeado |
| 8  | Adrião Bezerra de Menezes        |                       | PP      | 12 de novembro de 1935 | 1 de fevereiro de 1936 | Interventor nomeado |
| 9  | Lucas Pinto                      |                       | PP      | 2 de fevereiro de 1936 | 22 de setembro de 1940 | Interventor nomeado |
| 9  | Lucas Pinto                      | Interventor renomeado | PP      | 2 de fevereiro de 1936 | 22 de setembro de 1940 |                     |
| 10 | Orígenes Monte                   |                       | PP      | 23 de setembro de 1940 | 24 de março de 1944    | Interventor nomeado |
| 11 | Manoel Joaquim Teixeira de Moura |                       | PP      | 25 de março de 1944    | 26 de maio de 1945     | Interventor nomeado |
| 12 | Luis Sulpino da Silveira Júnior  |                       | PP      | 27 de maio de 1945     | 27 de novembro de 1945 | Interventor nomeado |
| 13 | José Mozart Menescal             |                       | PSD     | 28 de novembro de 1945 | 18 de março de 1946    | Interventor nomeado |
| 14 | Lucas Pinto                      |                       | PSD     | 19 de março de 1946    | 21 de março de 1948    | Interventor nomeado |

### Prefeitos
| Nº | Prefeito                         | Imagem                         | Partido                           | Início de mandato       | Fim de mandato          | Vice-prefeito                   | Observações                      |
| -- | -------------------------------- | ------------------------------ | --------------------------------- | ----------------------- | ----------------------- | ------------------------------- | -------------------------------- |
| 1  | Francisco Holanda Cavalcante     |                                | PSD                               | 22 de março de 1948     | 31 de março de 1953     | Antônio Lopes Filho             | Prefeito e vice eleitos          |
| 2  | José da Silveira Pinto           |                                | PSD                               | 31 de março de 1953     | 31 de março de 1958     | Júlio Marinho de Oliveira       | Prefeito e vice eleitos          |
| 3  | João Pinto                       |                                | PSD                               | 31 de março de 1958     | 3 de fevereiro de 1963  | Izauro Camilo de Oliveira       | Prefeito e vice eleitos          |
| 4  | Celso Marinho de Oliveira        |                                | PDC                               | 4 de fevereiro de 1963  | 17 de fevereiro de 1963 | —                               | Prefeito interino                |
| 5  | Valdemiro Pedro Viana            |                                | PSP                               | 18 de fevereiro de 1963 | 31 de março de 1963     | —                               | Prefeito interino                |
| 6  | Izauro Camilo de Oliveira        |                                | UDN                               | 31 de março de 1963     | 31 de janeiro de 1969   | Manuel Antônio de Souza         | Prefeito e vice eleitos          |
| 7  | Valdemiro Pedro Viana            |                                | ARENA                             | 31 de janeiro de 1969   | 31 de janeiro de 1973   | Júlio Marinho de Oliveira       | Prefeito e vice eleitos          |
| 8  | Isauro Camilo de Oliveira        |                                | ARENA                             | 31 de janeiro de 1973   | 31 de janeiro de 977    | Bevenuto José de Paiva          | Prefeito e vice eleitos          |
| 9  | Valdemiro Pedro Viana            |                                | ARENA                             | 31 de janeiro de 1977   | 31 de janeiro de 1983   | Hélio Morais Marinho            | Prefeito e vice eleitos          |
| 10 | Hélio Morais Marinho             |                                | PDS                               | 31 de janeiro de 1983   | 20 de março de 1985     | Ivo Freire de Araújo            | Prefeito e vice eleitos          |
| 11 | Ivo Freire de Araújo             |                                | PDS                               | 21 de março de 1985     | 31 de dezembro de 1988  | —                               | Vice-prefeito eleito no cargo    |
| 12 | Simão Nogueira Neto              |                                | PL                                | 1 de janeiro de 1989    | 31 de dezembro de 1992  | Maria Zuleide Marinho           | Prefeito e vice eleitos          |
| 13 | José Pinheiro Bezerra            |                                | PMDB                              | 1 de janeiro de 1992    | 31 de dezembro de 1996  | Evandro Marinho de Paiva        | Prefeito e vice eleitos          |
| 14 | Evandro Marinho de Paiva         |                                | PMDB                              | 1 de janeiro de 1997    | 31 de dezembro de 2000  | Klinger Péricles Pinto Diniz    | Prefeito e vice eleitos          |
| 15 | José Pinheiro Bezerra            |                                | PMDB                              | 1 de janeiro de 2001    | 31 de dezembro de 2008  | Tibúrcio Marinho da Costa       | Prefeito e vice eleitos          |
| 15 | José Pinheiro Bezerra            | Maria Gorete da Silveira Pinto | PMDB                              | 1 de janeiro de 2001    | 31 de dezembro de 2008  | Prefeito reeleito e vice eleita |                                  |
| 16 | Maria Gorete da Silveira Pinto   |                                | PMDB                              | 1 de janeiro de 2009    | 31 de dezembro de 2012  | Evandro Marinho de Paiva        | Prefeito e vice eleitos          |
| 17 | Flaviano Moreira Monteiro        |                                | PCdoB                             | 1 de janeiro de 2013    | 26 de agosto de 2016    | José Maria da Silva             | Prefeito e vice eleitos          |
| —  | José Maria da Silva              |                                | PSD                               | 26 de agosto de 2016    | 30 de agosto de 2016    | —                               | Vice-prefeito eleito no cargo    |
| —  | Flaviano Moreira Monteiro        |                                | PCdoB                             | 31 de agosto de 2016    | 31 de dezembro de 2016  | José Maria da Silva             | Prefeito eleito retorna ao cargo |
| 18 | Alan Jefferson da Silveira Pinto |                                | PMDB                              | 1 de janeiro de 2017    | 31 de dezembro de 2024  | Hortência Morais de Medeiros    | Prefeito e vice eleitos          |
| 18 | Alan Jefferson da Silveira Pinto | MDB                            | Neilton Carlos Diógenes Guimarães | 1 de janeiro de 2017    | 31 de dezembro de 2024  | Prefeito reeleito e vice eleito |                                  |
| 19 | Luiz Sabino da Costa Neto        |                                | MDB                               | 1° de janeiro de 2025   | até a atualidade        | Ivanildo Lima de Oliveira       | Prefeito e vice eleitos          |